# Governatori delle colonie britanniche in Sudafrica

Mappa del Sudafrica nel luglio del 1885, prima della seconda guerra boera. Essa mostra i possedimenti ed i protettorato inglesi, le due repubbliche boere (il Sudafrica e lo Stato libero di Orange), oltre al Africa Tedesca del Sud-Ovest ed al Mozambico portoghese.

Questo articolo raccoglie l'elenco dei governatori delle colonie britanniche in Sudafrica', inclusi i primi ministri coloniali. Esso comprende il periodo dal 1797 al 1910, quando l'attuale Sudafrica venne diviso in quattro colonie britanniche: la Colonia del Capo (preceduta dalla Colonia del Capo olandese), la Colonia del Natal, la Colonia del fiume Orange ed il Transvaal.
Dopo l'abolizione delle colonie e la creazione dell'Unione Sudafricana, l'area venne suddivisa in quattro province dell'unione: Provincia del Capo, Provincia di Natal, Provincia dello stato libero di Orange e Transvaal.

## Colonia del Capo

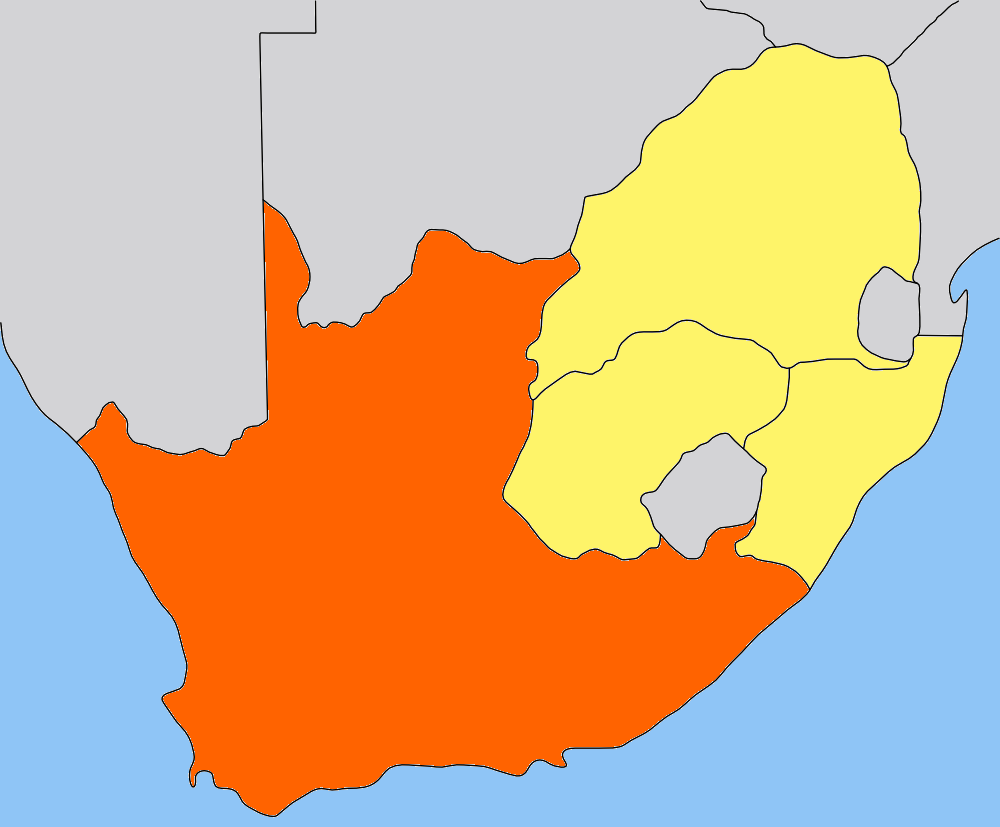
Mappa della Colonia del Capo (arancione) nel Sudafrica (giallo).

### Governatori

Bandiera del governatore della Colonia del Capo (1876–1910).

Bandiera del governatore della colonia del Natal (1905–1907).

Bandiera del governatore della colonia del fiume Orange (1902–1910).

| Periodo                                        | Immagino                        | Nome                                  | Note                                                                          |
| Governatori                                    | Governatori                     | Governatori                           | Governatori                                                                   |
| ---------------------------------------------- | ------------------------------- | ------------------------------------- | ----------------------------------------------------------------------------- |
| 5 maggio 1797 - 20 novembre 1798               |                                 | George Macartney, I conte Macartney   |                                                                               |
| 20 novembre 1798 - 9 dicembre 1799             |                                 | Francis Dundas                        | 1ª volta, de facto                                                            |
| 10 dicembre 1799 - 20 aprile 1801              |                                 | Sir George Yonge, V baronetto         |                                                                               |
| 21 aprile 1801 - 20 febbraio 1803              |                                 | Francis Dundas                        | 2ª volta, de facto                                                            |
| Commissario generale                           |                                 |                                       |                                                                               |
| 21 febbraio 1803 - 25 settembre 1804           |                                 | Jacob Abraham de Mist                 | Rappresentante della Repubblica Batava                                        |
| Governatori                                    |                                 |                                       |                                                                               |
| 1º marzo 1803 - 18 gennaio 1806                |                                 | Jan Willem Janssens                   | Rappresentante della Repubblica Batava                                        |
| 10 gennaio 1806 - 17 gennaio 1807              |                                 | Sir David Baird, I baronetto          | Governatore militare, de facto                                                |
| 17 gennaio 1807 - 21 maggio 1807               |                                 | Henry George Grey                     | 1ª volta, de facto                                                            |
| 22 maggio 1807 - 4 luglio 1811                 |                                 | Du Pre Alexander, II conte di Caledon |                                                                               |
| 5 luglio 1811 - 5 settembre 1811               |                                 | Henry George Grey                     | 2ª volta, de facto                                                            |
| 6 settembre 1811 - 6 aprile 1814               |                                 | John Cradock, I barone Howden         |                                                                               |
| 18 ottobre 1813 - 7 gennaio 1814               |                                 | Robert Meade                          | De facto per Cradock; figlio di Theodosia Meade, contessa di Clanwilliam      |
| 6 aprile 1814 - 5 marzo 1826                   |                                 | Lord Charles Somerset                 |                                                                               |
| 13 gennaio 1820 - 30 novembre 1821             |                                 | Sir Rufane Shaw Donkin                | De facto per Somerset                                                         |
| 5 marzo 1826 - 9 settembre 1828                |                                 | Richard Bourke                        | De facto                                                                      |
| 9 settembre 1828 - 10 agosto 1833              |                                 | Sir Galbraith Lowry Cole              |                                                                               |
| 10 agosto 1833 - 16 gennaio 1834               |                                 | Thomas Francis Wade                   | De facto (per D'Urban dal 10 gennaio 1834)                                    |
| 10 gennaio 1834 - 20 gennaio 1838              |                                 | Sir Benjamin D'Urban                  |                                                                               |
| 22 gennaio 1838 - 18 marzo 1844                |                                 | Sir George Thomas Napier              |                                                                               |
| 18 marzo 1844 - 27 gennaio 1847                |                                 | Sir Peregrine Maitland                |                                                                               |
| Governatori e Alti Commissari per il Sudafrica |                                 |                                       |                                                                               |
| 27 gennaio 1847 - 1º dicembre 1847             |                                 | Sir Henry Pottinger                   |                                                                               |
| 1º dicembre 1847 - 31 marzo 1852               |                                 | Sir Harry Smith, I baronetto          |                                                                               |
| 31 marzo 1852 - 26 maggio 1854                 |                                 | George Cathcart                       |                                                                               |
| 26 maggio 1854 - 5 dicembre 1854               |                                 | Charles Henry Darling                 | De facto                                                                      |
| 5 dicembre 1854 - 15 agosto 1861               |                                 | Sir George Grey                       |                                                                               |
| 20 agosto 1859 - 4 luglio 1860                 |                                 | Robert Wynyard                        | 1ª volta, de facto per Grey                                                   |
| 15 agosto 1861 - 15 gennaio 1862               | 2ª volta, de facto              | Robert Wynyard                        |                                                                               |
| 15 gennaio 1862 - 20 maggio 1870               |                                 | Sir Philip Edmond Wodehouse           |                                                                               |
| 20 maggio 1870 - 31 dicembre 1870              |                                 | Charles Craufurd Hay                  | De facto                                                                      |
| 31 dicembre 1870 - 31 marzo 1877               |                                 | Sir Henry Barkly                      |                                                                               |
| 31 marzo 1877 - 15 settembre 1880              |                                 | Sir Henry Bartle Frere                |                                                                               |
| 15 settembre 1880 - 27 settembre 1880          |                                 | Henry Hugh Clifford                   | De facto                                                                      |
| 27 settembre 1880 - 22 gennaio 1881            |                                 | Sir George Strahan                    | De facto                                                                      |
| 22 gennaio 1881 - 1º maggio 1889               |                                 | Sir Hercules George Robert Robinson   | 1ª volta                                                                      |
| 30 aprile 1881 - agosto 1881                   |                                 | Sir Leicester Smyth                   | 1ª volta, de facto per Robinson                                               |
| 25 aprile 1883 - 26 marzo 1884                 | 2ª volta, de facto per Robinson | Sir Leicester Smyth                   |                                                                               |
| 7 aprile 1886 - 7 luglio 1886                  |                                 | Sir Henry Torrens                     | De facto per Robinson                                                         |
| 1 maggio 1889 - 13 dicembre 1889               |                                 | Henry Augustus Smyth                  | De facto                                                                      |
| 13 dicembre 1889 - 30 maggio 1895              |                                 | Henry Loch, I barone Loch             |                                                                               |
| 14 gennaio 1891 - 1º dicembre 1892             |                                 | Sir William Gordon Cameron            | 1ª volta, de facto per Loch                                                   |
| maggio 1894 - luglio 1894                      | 2ª volta, de facto per Loch     | Sir William Gordon Cameron            |                                                                               |
| 30 maggio 1895 - 21 aprile 1897                |                                 | Sir Hercules George Robert Robinson   | 2ª volta; dal 10 agosto 1896, Hercules George Robert Robinson, barone Rosmead |
| 21 aprile 1897 - 5 maggio 1897                 |                                 | Sir William Howley Goodenough         | De facto                                                                      |
| 5 maggio 1897 - 6 marzo 1901                   |                                 | Alfred Milner, I visconte Milner      |                                                                               |
| 2 novembre 1898 - 14 febbraio 1899             |                                 | Sir William Butler                    | De facto per Milner                                                           |
| 6 marzo 1901 - 31 maggio 1910                  |                                 | Sir Walter Hely-Hutchinson            |                                                                               |
| 17 giugno 1909 - 21 settembre 1909             |                                 | Sir Henry Jenner Scobell              | De facto per Hely-Hutchinson                                                  |

### Primi Ministri
| Periodo                            | Ritratto | Nome                   | Partito | Note                           |
| ---------------------------------- | -------- | ---------------------- | ------- | ------------------------------ |
| 1º dicembre 1872 - 5 febbraio 1878 |          | John Charles Molteno   | n-p     |                                |
| 6 febbraio 1878 - 8 maggio 1881    |          | John Gordon Sprigg     | n-p     | 1ª volta                       |
| 9 maggio 1881 - 12 maggio 1884     |          | Thomas Charles Scanlen | n-p     |                                |
| 13 maggio 1884 - 24 novembre 1886  |          | Thomas Upington        | n-p     |                                |
| 25 novembre 1886 - 16 luglio 1890  |          | Sir John Gordon Sprigg | n-p     | 2ª volta                       |
| 17 luglio 1890 - 12 gennaio 1896   |          | Cecil Rhodes           | n-p     | Dimessosi dopo il Jameson Raid |
| 13 gennaio 1896 - 13 ottobre 1898  |          | Sir John Gordon Sprigg | n-p     | 3ª volta                       |
| 13 ottobre 1898 - 17 giugno 1900   |          | William Schreiner      | n-p     |                                |
| 18 giugno 1900 - 21 febbraio 1904  |          | Sir John Gordon Sprigg | PP      | 4ª volta                       |
| 22 febbraio 1904 - 2 febbraio 1908 |          | Leander Starr Jameson  | PP      | Leader del Jameson Raid        |
| 3 febbraio 1908 - 31 maggio 1910   |          | John X. Merriman       | SAP     |                                |

## Colonia del Natal

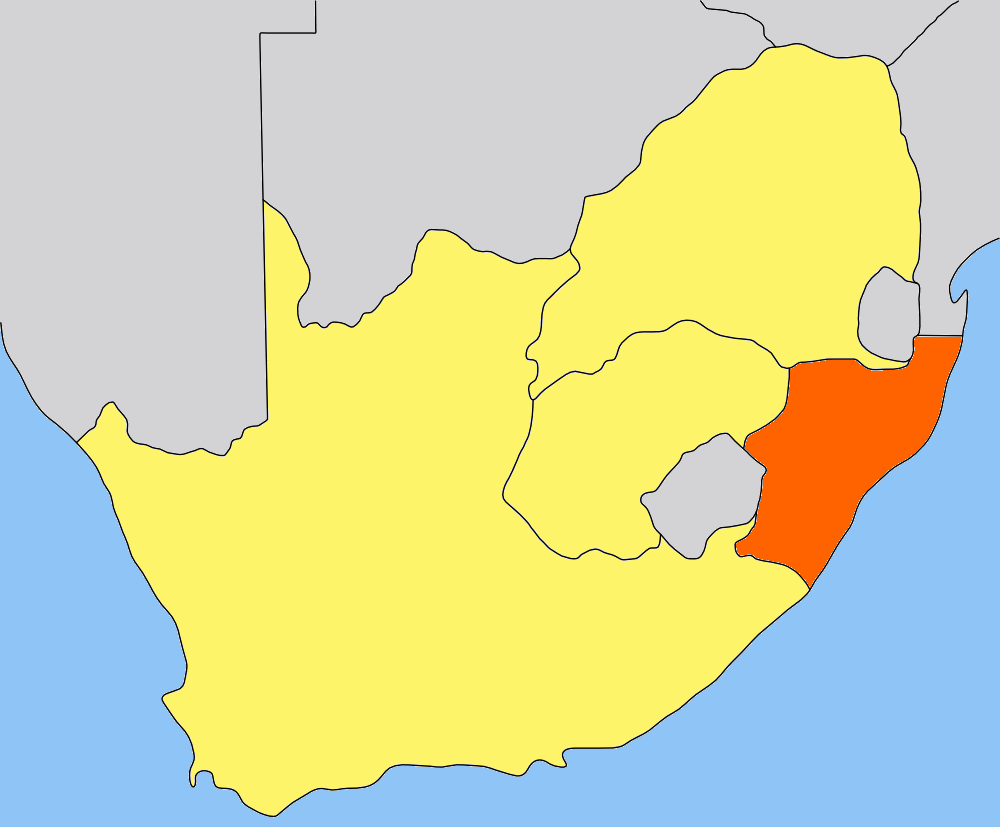
Mappa della colonia del Natal (arancione) nel Sudafrica (giallo).

### Governatori
| Periodo                             | Ritratto             | Nome                                   | Note                                                                                 |
| Commissario speciale                | Commissario speciale | Commissario speciale                   | Commissario speciale                                                                 |
| ----------------------------------- | -------------------- | -------------------------------------- | ------------------------------------------------------------------------------------ |
| 10 maggio 1843 - 31 maggio 1844     |                      | Henry Cloete                           |                                                                                      |
| 31 maggio 1844 - 4 dicembre 1845    |                      | governo diretto dalla Colonia del Capo | Durante questo periodo, Sir Peregrine Maitland fu governatore della Colonia del Capo |
| Vicegovernatori                     |                      |                                        |                                                                                      |
| 4 dicembre 1845 - 1 agosto 1849     |                      | Martin Thomas West                     |                                                                                      |
| 19 aprile 1850 - 3 marzo 1855       |                      | Benjamin Pine                          | 1ª volta                                                                             |
| 5 novembre 1856 - 31 dicembre 1864  |                      | John Scott                             |                                                                                      |
| 31 dicembre 1864 - 26 luglio 1865   |                      | John Maclean                           |                                                                                      |
| 26 luglio 1865 - 26 agosto 1865     |                      | John Wellesley Thomas                  | De facto                                                                             |
| 26 agosto 1865 - 24 maggio 1867     |                      | John Jarvis Bisset                     | De facto                                                                             |
| 24 maggio 1867 - 19 luglio 1872     |                      | Robert William Keate                   |                                                                                      |
| 19 luglio 1872 - 30 aprile 1873     |                      | Anthony Musgrave                       |                                                                                      |
| 30 aprile 1873 - 22 luglio 1873     |                      | Thomas Milles                          | De facto                                                                             |
| 22 luglio 1873 - 1º aprile 1875     |                      | Sir Benjamin Pine                      | 2ª volta                                                                             |
| 1º aprile 1875 - 3 settembre 1875   |                      | Sir Garnet Joseph Wolseley             | De facto                                                                             |
| 3 settembre 1875 - 20 aprile 1880   |                      | Sir Henry Ernest Gascoyne Bulwer       | 1ª volta                                                                             |
| 20 aprile 1880 - 5 maggio 1880      |                      | William Bellairs                       | De facto                                                                             |
| 5 maggio 1880 - 2 luglio 1880       |                      | Henry Hugh Clifford                    | De facto                                                                             |
| Governatori                         |                      |                                        |                                                                                      |
| 2 luglio 1880 - 27 febbraio 1881    |                      | Sir George Pomeroy Colley              |                                                                                      |
| 17 agosto 1880 - 14 settembre 1880  |                      | Henry Alexander                        | De facto per Colley                                                                  |
| 27 febbraio 1881 - 3 aprile 1881    |                      | Sir Evelyn Wood                        | De facto                                                                             |
| 3 aprile 1881 - 9 agosto 1881       |                      | Redvers Buller                         | De facto                                                                             |
| 22 dicembre 1881 - 6 marzo 1882     |                      | Charles Mitchell                       | 1ª volta, De facto                                                                   |
| 6 marzo 1882 - 23 ottobre 1885      |                      | Sir Henry Ernest Gascoyne Bulwer       | 2ª volta                                                                             |
| 18 febbraio 1886 - 5 giugno 1889    |                      | Sir Arthur Havelock                    |                                                                                      |
| 1 dicembre 1889 - luglio 1893       |                      | Charles Mitchell                       | 2ª volta                                                                             |
| luglio 1893 - 27 settembre 1893     |                      | Francis Seymour Haden                  | De facto                                                                             |
| 28 settembre 1893 - 6 maggio 1901   |                      | Sir Walter Hely-Hutchinson             |                                                                                      |
| 13 maggio 1901 - 7 giugno 1907      |                      | Sir Henry McCallum                     |                                                                                      |
| 2 settembre 1907 - 23 dicembre 1909 |                      | Sir Matthew Nathan                     |                                                                                      |
| 17 gennaio 1910 - 31 maggio 1910    |                      | Paul Methuen, III barone Methuen       |                                                                                      |

### Primi Ministri
| Periodo                            | Ritratto | Nome                  | Partito | Note |
| ---------------------------------- | -------- | --------------------- | ------- | ---- |
| 10 ottobre 1893 - 14 febbraio 1897 |          | Sir John Robinson     | n-p     |      |
| 15 febbraio 1897 - 4 ottobre 1897  |          | Harry Escombe         | n-p     |      |
| 5 ottobre 1897 - 8 giugno 1899     |          | Sir Henry Binns       | n-p     |      |
| 9 giugno 1899 - 17 agosto 1903     |          | Sir Albert Henry Hime | n-p     |      |
| 18 agosto 1903 - 16 maggio 1905    |          | George Morris Sutton  | n-p     |      |
| 16 maggio 1905 - 28 novembre 1906  |          | Charles John Smythe   | n-p     |      |
| 28 novembre 1906 - 28 aprile 1910  |          | Frederick Moor        | n-p     |      |

## Colonia del fiume Orange

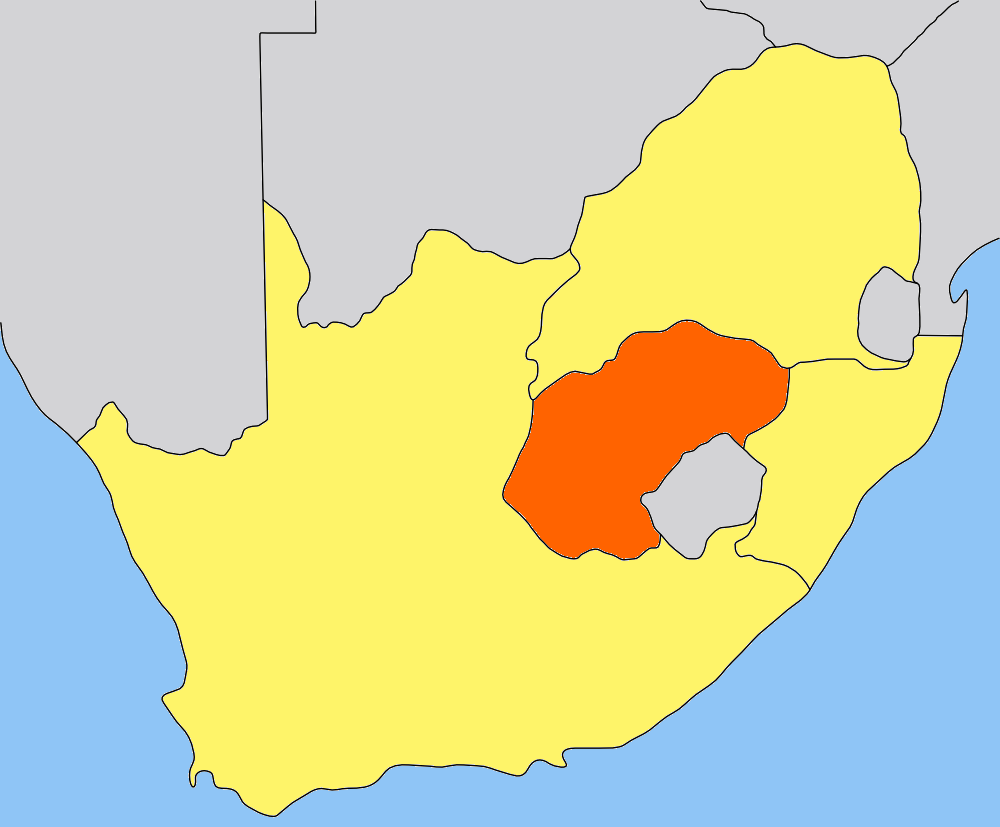
Mappa della Colonia del fiume Orange (arancione) nel Sudafrica (giallo).

### Governatori
| Periodo                         | Immagine | Nome                                 | Note                                                                     |
| ------------------------------- | -------- | ------------------------------------ | ------------------------------------------------------------------------ |
| 23 giugno 1902 - 1º aprile 1905 |          | Alfred Milner, I visconte Milner     | Servì simultaneamente anche come governatore della colonia del Transvaal |
| 2 aprile 1905 - 7 giugno 1907   |          | William Palmer, II conte di Selborne |                                                                          |
| 7 giugno 1907 - 31 maggio 1910  |          | Sir Hamilton Goold-Adams             |                                                                          |

### Primi ministri
| Periodo                           | Immagine | Nome            | Partito | Note                                                                |
| --------------------------------- | -------- | --------------- | ------- | ------------------------------------------------------------------- |
| 27 novembre 1907 - 31 maggio 1910 |          | Abraham Fischer | ORU     | Poi servì come ministro dell'interno del Sudafrica dal 1912 al 1913 |

## Colonia del Transvaal

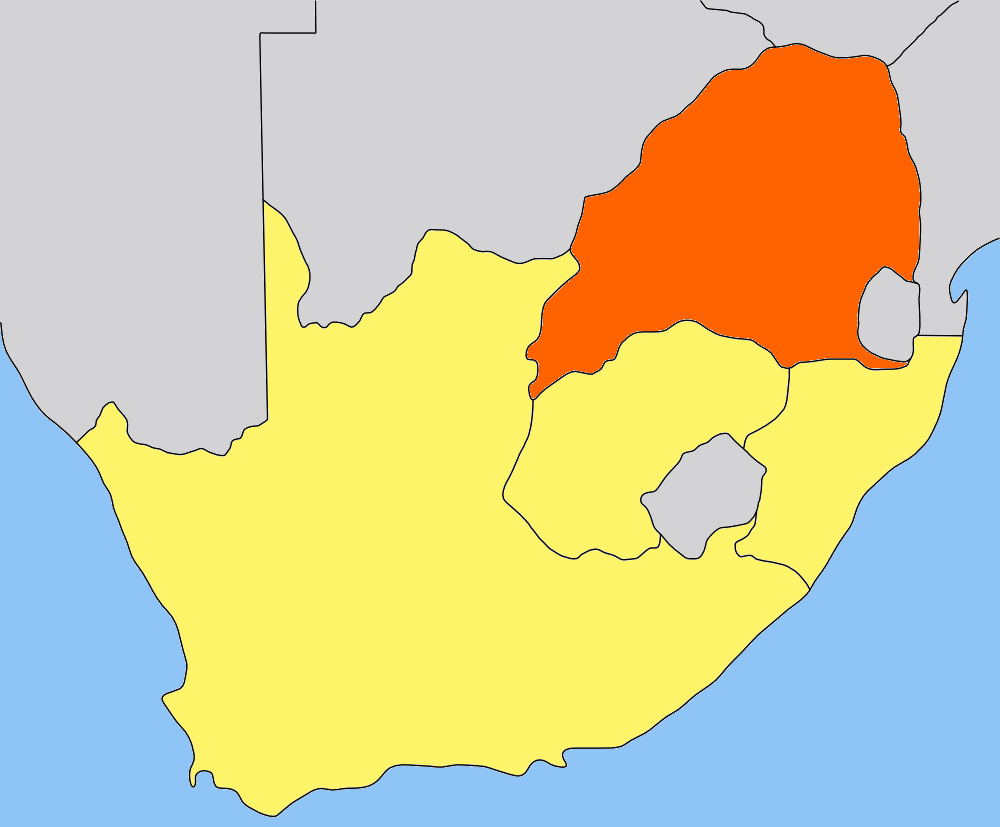
Mappa della Colonia del Transvaal (arancione) nel Sudafrica (giallo).

### Governatori del Transvaal

Bandiera del governatore della colonia del Transvaal (1904–1910).

| Periodo                            | Immagine         | Nome                                 | Note |
| prima annessione                   | prima annessione | prima annessione                     | prima annessione                                                                                          |
| Amministratori                     | Amministratori   | Amministratori                       | Amministratori                                                                                            |
| ---------------------------------- | ---------------- | ------------------------------------ | --- |
| 12 aprile 1877 - 4 marzo 1879      |                  | Sir Theophilus Shepstone             | |
| 4 marzo 1879 - 8 agosto 1881       |                  | Owen Lanyon                          | Dal 6 aprile 1880, Sir William Owen Lanyon; de facto per Wolseley dal 29 settembre 1879 al 27 aprile 1880 |
| Governatore                        |                  |                                      | |
| 29 settembre 1879 - 27 aprile 1880 |                  | Garnet Wolseley, I visconte Wolseley | |
| Seconda annessione                 |                  |                                      | |
| Amministratore                     |                  |                                      | |
| 4 gennaio 1901 - 23 giugno 1902    |                  | Alfred Milner, I visconte Milner     | Servì simultaneamente come amministratore della Colonia del fiume Orange                                  |
| Governatori                        |                  |                                      | |
| 21 giugno 1902 - 1º aprile 1905    |                  | Alfred Milner, I visconte Milner     | Servì simultaneamente come amministratore della Colonia del fiume Orange                                  |
| 2 aprile 1905 - 31 maggio 1910     |                  | William Palmer, II conte di Selborne | |

### Vicegovernatori del Transvaal
| Periodo                             | Immagine           | Nome                | Note                                                        |
| Seconda annessione                  | Seconda annessione | Seconda annessione  | Seconda annessione                                          |
| Vicegovernatori                     | Vicegovernatori    | Vicegovernatori     | Vicegovernatori                                             |
| ----------------------------------- | ------------------ | ------------------- | ----------------------------------------------------------- |
| 29 settembre 1902 - 4 dicembre 1905 |                    | Sir Arthur Lawley   | Nominato governatore di Madras                              |
| 23 marzo 1906 - gennaio 1907        |                    | Sir Richard Solomon | De facto per Selborne dal 4 dicembre 1905 al 2 ottobre 1906 |

### Primi ministri
| Periodo                       | Immagine | Nome        | Partito | Note                                                         |
| ----------------------------- | -------- | ----------- | ------- | ------------------------------------------------------------ |
| 4 marzo 1907 - 31 maggio 1910 |          | Louis Botha | HV      | Poi servì come primo ministro del Sudafrica dal 1910 al 1919 |